# Müncheni Biztonsági Konferencia
A Müncheni Biztonsági Konferencia (angolul: Munich Security Conference, németül: Münchner Sicherheitskonferenz, rövidítve: MSC) az egyik legfontosabb évente megrendezésre kerülő találkozó, amelyen a világ vezetői, politikusok és egyéb szakemberek megvitatják a globális biztonsági helyzetet és tárgyalnak elsősorban a konfliktusokról, veszélyekről. Nem-kormányzati, független rendezvény, amelyen a politikai, katonai és gazdasági szektor magas rangú képviselői és szakértői a diplomáciai és protokolláris követelményeket félretéve megvitathatják a biztonsággal kapcsolatos témákat. A résztvevők nyíltan és konstruktív módon cserélhetnek véleményt a nemzetközi biztonságpolitika legfontosabb aktuális és jövőbeli kérdéseiről.
A zártkörű konferenciát kizárólag eszmecserére használják, nincs felhatalmazása kötelező erejű kormányközi döntésekre. Minden év februárjában rendezik meg, helyszíne a Hotel Bayerischer Hof Münchenben. Az összejövetel időtartama egy-egy alkalommal három nap.
Első alkalommal 1963-ban rendezték meg. Ekkor még „Internationale Wehrkunde-Begegnung” (Nemzetközi védelmi tanulmányok találkozó) elnevezéssel, majd 1964-1993 között Müncheni Védelmi Konferencia lett a neve. 1994-től 2008-ig Müncheni Biztonságpolitikai Konferencia (angolul: Munich Conference on Security Policy), 2009-től Müncheni Biztonsági Konferencia elnevezésre módosult a rendezvény neve. Az első konferenciák alapgondolata ma is érvényes. A Müncheni Biztonsági Konferencia szervezője a 2011-ben megalapított non-profit alapítvány (Stiftung Münchner Sicherheitskonferenz gGmbH).

## A konferencia témái, pontjai
A hidegháború évei alatt először a katonai kérdésekre összpontosítottak, majd a későbbiekben, az 1990-es évektől a megvitatott témák és pontok kibővültek. A Müncheni Biztonsági Konferencia a biztonság átfogó meghatározását vallja, amely nemcsak a hagyományos nemzeti vagy katonai biztonságot foglalja magában, hanem figyelembe veszi - többek között - a biztonság gazdasági, környezeti és emberi dimenzióit is. A geopolitikai helyzet és annak változásai mellett az aktuális feszültségek, fegyveres konfliktusok és azok hatásai mindig előtérbe kerülnek, ezek a főbb pontok közé sorolhatóak. A fentieken túl olyan kérdések is napirenden voltak az elmúlt években mint például a migráció kérdése, a globális felmelegedés és éghajlatváltozás, illetve az energia biztonság, vagy a kiberbűnözés, terrorizmus, állami korrupció témakörei.

## Résztvevők
A konferenciákon általában a világ vezető politikusai, az egyes államok államfői, miniszterelnökei közül többen is megjelennek. A kisebb államok mellett a vezető országok is képviseltetik magukat, gyakran, hogy miniszteri (külügyminiszter vagy védelmi miniszter) szinten. A politikusok mellett katonai vezetők, nemzetbiztonsági szakértők, tanácsadók, nemzetközi és nem kormányzati szervezetek (NGO) szervezetek képviselői, a vállalati szféra, a média, a tudományos élet és a civil társadalom magas rangú képviselői, illetve a globális világban meghatározó üzletemberek megjelenése és részvétele is megszokottá vált.
A megfigyelők, azaz például a nagykövetek, tudósok vagy az állam- és kormányfőket kísérő személyek felszólalási jog nélkül vehetnek részt a főbb eseményeken.
A konferenciákon az európai országokat képviselő vezetőkön kívül rendszerint jelen van a NATO főtitkára, az Európai Unió részéről az Európai Bizottság elnöke, az Egyesült Államok részéről legtöbbször az alelnök, illetve miniszterek vesznek részt rajta. Az ENSZ főtitkára is több alkalommal volt jelen. Az üzleti szféra kiemelt szereplői közül például Bill Gates és Soros György milliárdos üzletemberek is voltak már jelen a konferencián.
A rendszerváltást követően, a 2000-es évektől a Közép- és Kelet-Európa, valamint India, Japán és a Kínai Népköztársaság politikai, katonai és üzleti képviselői előtt is megnyitották a részvételi lehetőséget. A 2020-as évekre az országok köre kibővült, a világ minden részéről érkeznek résztvevők, így jelen vannak az ázsiai nagyhatalmak, több arab állam és afrikai országok vezető képviselője is. Kína, India, Japán, Dél-Korea, Törökország, Szaúd-Arábia, Irak, Izrael vonatkozásában legtöbbször például az adott ország külügyminiszterei. A 2010-es évektől kezdve a résztvevők száma 500 felé emelkedett.

## A konferencia elnökei
A müncheni biztonsági konferencia elnöke továbbra is kiemelkedő szerepet játszik. A vezetés és szervezés mellett fontos kezdeményező és kezdeményező szerepet tölt be, és meghatározza mind a tematikus fókuszt, mind a résztvevők körét.
- 1963–1998 között: Ewald-Heinrich von Kleist [9]
- 1999–2008 között: Horst Teltschik [10]
- 2009–2022 között: Wolfgang Ischinger[11][12]
- 2022–2025 között (a 61. Konferencia végéig): Christoph Heusgen[13]
- 2025. február óta (a következő 62. Konferenciától): Jens Stoltenberg [14]

## Története
Ewald-Heinrich von Kleist-Schmenzin 1962-ben alapította Müncheni Védelmi Tudományos Konferenciaként. A jövőbeni katonai konfliktusok megelőzését szorgalmazta a biztonságpolitika vezetőinek és szakértőinek összefogásával. 1963-ban az első találkozón, amit november 30 és december 1. között tartottak meg körülbelül 60 résztvevő vett részt, köztük Helmut Schmidt és Henry Kissinger.
1965-ben nem került megrendezésre, mivel az előző évi konferencia az év végén volt, így a következő évben kimaradt. 1991-ben a második öbölháború okozta biztonsági aggályok miatt lemondták. 1997-ben Ewald-Heinrich von Kleist, a konferencia addigi elnökének távozását követően nem tartották meg. 2021-ben a koronavírus világjárvány miatt virtuális módon (online) került megtartásra.
| 1.(1963)  | 2.(1964)  | 3.(1966)  | 4.(1967)  | 5.(1968)  | 6.(1969)  | 7.(1970)  | 8.(1971)  | 9.(1972)  |
| 10.(1973) | 11.(1974) | 12.(1975) | 13.(1976) | 14.(1977) | 15.(1978) | 16.(1979) | 17.(1980) | 18.(1981) |
| 19.(1982) | 20.(1983) | 21.(1984) | 22.(1985) | 23.(1986) | 24.(1987) | 25.(1988) | 26.(1989) | 27.(1990) |
| 28.(1991) | 29.(1992) | 30.(1993) | 31.(1994) | 32.(1995) | 33.(1996) | 34.(1998) | 35.(1999) | 36.(2000) |
| 37.(2001) | 38.(2002) | 39.(2003) | 40.(2004) | 41.(2005) | 42.(2006) | 43.(2007) | 44.(2008) | 45.(2009) |
| 46.(2010) | 47.(2011) | 48.(2012) | 49.(2013) | 50.(2014) | 51.(2015) | 52.(2016) | 53.(2017) | 54.(2018) |
| 55.(2019) | 56.(2020) | 57.(2021) | 58.(2022) | 59.(2023) | 60.(2024) | 61.(2025) |           |           |

Az első üléseket a müncheni Ipari és Kereskedelmi Kamara épületében tartották, majd később a Hotel Bayerischer Hof vált a konferencia helyszínévé.
A konferencia első évtizedeiben a résztvevők nem túl sok országból érkeztek, a részvevők száma sem haladta meg a néhány tucat főt. Bár a „Wehrkunde” kezdettől fogva nemzetközi konferencia volt, elsősorban olyan helyszín volt, ahol a német résztvevők találkoztak legfontosabb szövetségesük, az Egyesült Államok, de más NATO-tagállamok képviselőivel is. Ennek eredményeként a konferenciát gyakran nevezték „transzatlanti családi találkozónak”. A tanácskozáson a hidegháborús időszakban a nyugati politikára összpontosítottak. A szövetségen belüli is akadtak komoly viták. Az 1970-es évektől kezdve általában a védelmi miniszterek, az 1980-as évektől pedig a mindenkori német szövetségi kancellárok rendszeres vendégei voltak a konferenciának.
A hidegháború véget értével úgy döntöttek, hogy olyan országok résztvevőit is meghívják, amelyek korábban nem tartoztak a nyugati világhoz. Helyet adtak a közép- és kelet-európai országok, valamint az Orosz Föderáció résztvevőinek is. Az évek során, ahogy a nemzetközi biztonság fontos szereplőinek száma és sokfélesége nőtt, a konferencia résztvevőinek köre is egyre szélesedett. A hidegháború, a konferenciát hosszú éveken át uraló konfliktus már régen véget ért, de ez nem jelenti azt, hogy a müncheni biztonsági konferencia létjogosultsága elavult volna. A klasszikus kül- és biztonságpolitikai témák, mint a transzatlanti szövetségpolitika, valamint a fegyverkezési és védelmi kérdések a hidegháború végét követően olyan témákkal bővült, mint az átalakulási konfliktusok és a nemzetközi terrorizmus. Ebben a globális környezetben nemcsak a transzatlanti szövetségi struktúrák jövője, hanem egyre inkább a regionális, gazdasági és ökológiai konfliktuspotenciálok is a biztonsági konferenciák témájává váltak.
A konferenciák között meghatározó volt a 43. rendezvény, amelyen 2007-ben Vlagyimir Putyin orosz elnök a hidegháborús időket idéző beszédet mondott. Putyin azt állította, hogy az Egyesült Államok rá akarja kényszeríteni az akaratát a világra, és egyedüli hatalmi, illetve erőközpontot akar létrehozni, amivel saját elképzeléseit valósítja meg a világ több pontján. Beszédében Putyin azzal vádolta Washingtont, hogy európai rakétatelepítési terveivel újabb fegyverkezési versenyt szít ezen a földrészen. Szemrehányást tett az amerikaiaknak a Lengyelországba és Csehországba tervezett rakétaelhárító rendszerek miatt, jelezve, hogy szükség esetén megteszik a válaszlépéseket. A korábbi fegyverzetkorlátozási megállapodások betartásának szükségességét hangsúlyozta. Ezen beszédét követően 7 évvel később, 2014-ben Oroszország megszállta a Krím félszigetet, amely kezdetét vette egy hosszasan elnyúló konfliktusnak. A 2017-ben megrendezett konferencián Lavrov orosz külügyminiszter a hidegháborút is előhozta az előadásában, és arról beszélt, hogy a NATO a hidegháború eszköze maradt.
A 2010-es évektől a konferencia középpontjában állt töbek között az Euromajdan, az új biztonsági kockázatok, Európa jelentőségének elvesztése, a Közel-Keleti helyzet, a szíriai polgárháború és a konfliktus következményei, valamint a migrációs és menekültügyi válság, csakúgy mint Afganisztán kérdése, Irán nukleáris programja és Észak-Korea nukleáris programja.
A konferencián 1999 óta Közép- és Kelet-Európa küldöttei is részt vesznek, így 1990-es évek vége óta Oroszország is részt vett a konferencián. A konferencián részt vevő orosz delegációt 2010 óta Szergej Lavrov külügyminiszter vezette, kivéve 2016-ot, amikor az akkori miniszterelnök, Dmitrij Medvegyev volt jelen. A szervezők 2025-ben egymást követően harmadik alkalommal zárták ki az iráni kormánytisztviselőket, illetve az Ukrajnában zajló háború miatt 2023. évtől Oroszország sem kapott meghívást. Oroszország már a 2022. évi találkozón sem képviseltette magát, a konferenciát követően nem sokkal később támadta meg Ukrajnát. A 2022-ben elkezdődött Ukrajna elleni orosz invázió, majd az orosz–ukrán háború nagyban meghatározta a további konferenciák központi témáit.
A 2025. évi konferencián JD Vance amerikai alelnök felszólalása emlékezetes maradt, amiben kioktatta az európai tisztviselőket a szólásszabadságról és az illegális migrációról. Elmondta, hogy „A fenyegetés, ami miatt a leginkább aggódom Európával szemben, nem Oroszország. Nem Kína. Nem más külső szereplő … Ami miatt aggódom, az a belülről jövő fenyegetés – Európa visszahúzódása néhány alapvető értékétől, az Amerikai Egyesült Államokkal közös értékektől.” Sürgette az európai NATO tagállamokat, hogy a szövetségen belül nagyobb arányba, költsenek a védelmi kiadásokra.